# Миле Ангеловски
Миле Ангеловски (на македонска литературна норма: Миле Ангеловски) е детски писател и поет от Република Македония.

## Биография
Роден е в 1936 година в село Горна Бошава, тогава в Югославия. Завършва Педагогически факултет на Скопския университет. Работи в областта на просветата. Член е на Дружеството на писателите на Македония от 1990 година. 